# آتش (فیلم ۲۰۰۳)
«آتش» (انگلیسی: The Fire (2003 film)) یک فیلم است که در سال ۲۰۰۳ منتشر شد.